# Angelika Noegel
Angelika Anna Noegel (* 14. Februar 1952 in Bamberg; † 19. Januar 2025) war eine deutsche Biochemikerin und Hochschullehrerin.

## Leben und Werk
Angelika Noegel studierte Biologie an der Universität Würzburg und schloss das Studium 1976 mit dem Diplom ab. Sie wurde an der Universität Würzburg 1979 in Biochemie mit der Arbeit Untersuchungen zur Funktion von hämolytischen Plasmiden in Escherichia coli promoviert. Anschließend war sie als Postdoc und Research Associate an der Rockefeller University in New York tätig. Noegel kehrte 1983 nach Deutschland zurück und war bis 1997 die Leiterin einer Forschungsgruppe am Max-Planck-Institut für Biochemie in Martinsried. Anschließend folgte sie 1997 einem Ruf auf den Lehrstuhl für Biochemie I der Universität Köln, den sie bis zu ihrem Ruhestand 2017 innehatte.

## Mitgliedschaften und Ehrungen (Auswahl)
- Deutsche Gesellschaft für Zellbiologie (2002 bis 2005: Vizepräsidentin, 2005 bis 2006: Präsidentin)
- 2007 bis 2009: Vizepräsidentin des Verbands Biologie, Biowissenschaften und Biomedizin in Deutschland e.V.